# Sykow-Insel
Die Sykow-Insel (russisch Остров Зыкова Ostrow Sykowa) ist eine Insel vor der Küste des Königin-Marie-Lands. In der Gruppe der Haswell-Inseln liegt sie zwischen Fulmar Island und der Buromski-Insel.
Die Mannschaft der Westbasis bei der Australasiatischen Antarktisexpedition (1911–1914) unter der Leitung des australischen Polarforschers Douglas Mawson entdeckten und kartierten sie. Sowjetische Wissenschaftler nahmen 1956 eine neuerliche Kartierung vor und benannten sie später nach dem Navigator Jewgeni Sykow, der am 3. Februar 1957 bei der sowjetischen Expedition starb.